# قفز الحواجز
قفز الحواجز هي أحد أنواع رياضة الفروسية وفيها يتم اختبار قدرة الجياد على القفز ومهارة الفارس من خلال تخطي العديد من الموانع المختلفة، ويكون الفائز هو من ينهي السباق في الوقت الأسرع وبالعدد الأقل من الأخطاء أو العدد الأكثر من النقاط.

## تاريخ قفز الحواجز
إن قفز الحواجز أفضل ما يمثل رياضة الفروسية أمام الجمهور ففيه يجتمع كل ما يجذب المرء إلى هذه الرياضة من فن وجمال أصيل وارتباط راقي تتميز به تقريبا جميع الأنشطة الرياضية التي تجمع بين الإنسان والخيل.
ولا شك أن شعبية رياضة الحواجز تكمن في سهولة فهم طريقة احتساب النقاط فما من شيء أسهل علينا من أن نتابع الفارس والخيل وهما يركضان ونلاحظ أيهم يطيح بأقل عدد من الحواجز في أقصر وقت. وعمليا فأن الفارس يطوي المسار الكبير كالبرق مخلفا من وراءه جميع الحواجز وهي قائمة في مكانها لا تتزحزح، وحقا فان ذلك شيء بطولي مثير تنحبس له أنفاس الفارس والمشاهدين.
ان وضع عمود أو عارض من الحديد منبسطا على الأرض يعتبر حاجزا بسيطا، وعادة ما يبدأ الفرسان المبتدئون حياتهم العملية بتعدي العارض البسيط ويحتاج الخيل إلى سنتين على الأقل ليجتاز مرحلة تعدي العارض البسيط إلى قفز الحواجز في مسارات بحجم متوسط. ومن ناحية أخرى فان الخيل يحتاج إلى سنتين أخرى ين ليتمكن من قفز أعلى الحواجز في مسابقات الجائزة الكبرى وذلك على افتراض أن لدى الخيل استعداد فطري لقفز الحواجز العالية وهذا شيء نادر. ويكون معظم فرسان القفز في ذروة أدائهم ما بين التاسعة والخامسة عشر من العمر.
ولن يكتمل الحديث عن قفز الحواجز دون التطرق إلى أهم اسهام ألا وهو دور مصممي المسارات التي تقفز على حواجزها الخيول. ومعظم مصممي المسارات هم الفرسان السابقون وخاصة المشهورون منهم. إن العمل مع متغيرات ونوعية لا محدودة من الحواجز وتحديد المسافات بما يتناسب مع الخطوات العادية للخيل وتقدير الأبعاد وتقاربها داخل المضمار وإعداد مسارات لامتحان مهارة الفارس وخيله يتطلب من المصمم تدابير دقيقة وحلولا عملية للصعوبات التي قد تواجه الفرسان أثناء القفز.
إن رياضات الفروسية من أمتع الرياضات لما تثيره في النفس من عاطفة ولا شك أن يرجع إلى أن الجواد يشبع نفوسنا بحب الجمال أكثر من أي حيوان آخر ويعمل في الوقت نفسه بشجاعة لتحقيق آمالنا.
- تنقسم مسابقات قفز الحواجز إلى ثلاث أقسام :

1. مسابقات بالزمن.
2. مسابقات بالأخطاء أو النقاط.
3. مسابقات خاصة.

## وصلات خارجية
- الاتحاد الدولي للفروسية
- سباق الجائزة الكبرى
- مسار الديربي على يوتيوب